# سامانجرد
سامانجرد، روستایی از توابع بخش مرکزی شهرستان بردسیر در استان کرمان ایران است.از مهمترین جاهای دیدنی آن ته شیله(منطقه ای کویری با تله های از بوته گیاه گز) که در شمال این روستا قرار دارد و همچنین پیر سبز پوش و حسینه ی سامانجرد می باشد که قدمت چندین ساله دارد.بیشتر درآمد این منطقه از طریق کشاورزی و دامپروری می باشد عمده محصول این منطقه گندم و جو و ذرت و یونجه می باشد.از نظر باغبانی درخت انگور و سیب و گلابی و آلبالو و آلو سیاه عمده درختان میوه ای این منطقه هستند

## جمعیت
این روستا در دهستان مشیز قرار دارد و براساس سرشماری مرکز آمار ایران در سال ۱۳۸۵، جمعیت آن ۲۱۶ نفر (۴۱خانوار) بوده‌است.